# Quincy (Bleach)
Quincy sunt un clan de arcași cu abilitatea de a percepe lumea spirituală din seria anime și manga Bleach creată de Tite Kubo. Tehnicile și terminologia lor sunt derivate din limba germana, și utilizează îmbracăminte și unelte ce evoca preoți medievali sau "cruciați". Original un amestec de supraviețuitori ai atacurilor unor hollow și cei care și-au pierdut cei dragi în urma unor atacuri, Quincy au dezvoltat o varietate de puteri pentru a vâna și distruge hollows înainte de a ataca oameni (și de a-i distruge pe cei ce deja au facut-o), inclusiv abilitatea de a controla energie spirituală. Quincy au fost aproape exterminați de către shinigami în urma cu 200 de ani înainte de povestea actuală din Bleach. La momentul actual, singuri Quincy în viață sunt Uryū Ishida și tatăl lui, Ryūken Ishida.
Deși în manga Bleach, Quincy este scris folosind caractere kanji însemnând călugar al distrugerii (滅却師 mekkyakushi?), se pronunță Quincy (クインシー Kuinshī?).

## Prezentare generală
Spre deosebire de shinigami, care folosesc sabii ca arme principale, arma unui Quincy este cel mai adesea un arc. Este construit din particule spirituale colectate din jurul lor, spre deosebire de shinigami, care se bazează pe propia energie spirituală. Flashback-uri din seria anime ne arată ca Quincy din vechime foloseau arcuri longbow și harbalete, trăgând cu săgeți spirituale din ele. Arcurile Quincy-lor sunt "summonate" folosind artifacte numite Cruci Quincy. Singura limită a abilităților unui Quincy de a crea și trage săgeți este propia stamină și abilitatea acestuia de a absorbi particule spirituale din mediul ambiant. Quincy posedă și alte unelte pentru ai ajuta în timpul unei lupte sau care le cresc puterea ori servesc ca arme secundare.
O altă diferentă majoră între shinigami și Quincy sunt metodele de luptă. Un shinigami purifică sufletul unui hollow, păstrând astfel balanța sufletelor între cele doua lumi, pe când Quincy distrug hollows, inclusiv sufletul acestuia. Astfel, balanța celor doua lumi începe să se încline spre o parte, punând în pericol ambele lumi. Acest pericol a dus la războiul dintre Quincy și shinigami, care s-a terminat cu victoria shinigami-lor și moartea multor Quincy. Clanul Quincy a fost apoi monitorizat multe decenii, pană când numărul lor incepand să scadă. Mai apoi Quincy au înaintat idee că deoarece încă făceau parte din lumea celor vii și erau încă destui de numeroși la acea vreme, că ar putea lua rolul de "first responders" la atacuri hollow, protejând oameni până când shinigami mai puțini numeroși ar putea trimite un reprezentant pentru a distruge hollow-ul. Îngreunați de recentul război, shinigami au refuzat să participe, optând să își aloce resursele limitate spre cele mai periculoase și curente atacuri ale hollows. Aceasta este cauza antipatiei față de shinigami a lui Uryū Ishida, colegul de clasă al lui Ichigo, el insăși un Quincy, al cărui bunic (ultimul suporter al planului Quincy-lor) a fost ucis de un grup de hollows înainte ca shinigami să poată ajunge.
Ultima diferentă dintre Quincy și shinigami este uniforma. Pe când shinigami poartă tradiționalele hakama, negre, Quincy poartă tunici cu guler înalt, albe. Acestea au o oarecare asemanare cu haine Mandarin-chinezești și cu haina cassock a preoților catolici . Aceasta le dă Quincy-lor un stil "străin" și "vestic" fața de cel al shinigami-lor. Un motif al Quincy-lor care continua să se repete este crucea, care apare frecvent pe uniformele și artefactele lor. Această cruce nu are aceiași formă între toți Quincy (ex. Uryū folosește o cruce Celtică, pe când Ryūken folosește una de forma unei pentagrame). Există și o cruce pe sașe direcții care apare pe spatele tunicii lui Uryū'. În biserica creștină din timpul erai romane, dar și la începutul Eviulului Mediu, crucea latina nu începuse încă să domine, și de aceea e posibil ca toate cele trei simboluri să fi fost utilizate. Acest lucru combinat cu atitudinea și scopul Quincy-lor, le dă acestora o asemanare cu cavaleri, sau, mai specific, cu cruciați. Deși diferențele dintre Quincy și shinigami în categoria costume și iconographie sunt minore față de diferențele între arme și ideologii, câteva coperți de capitole au exploatat contrastul negru/alb pentru a crea un motif Yin și Yang, precum în capitolul #189, "Resolve".

## Quincy cunoscuți
- Uryū Ishida (石田 雨竜 Ishida Uryū?)

- Ryūken Ishida (石田 竜弦 Ishida Ryūken?)

Ryūken este fiul lui Sōken Ishida și tatăl lui Uryū Ishida. Director al Spitalului Karakura, este cunoscut drept ultimul Quincy, un statut contestat de fiul său. Este prezentat ca o persoana rece, orientată spre munca, înstrainata atât de tatăl său cât și fiul său. Ryūken detestă faptul că este un Quincy pe baza argumentului că nu îi ajută să traiască o viață adecvată, și ar prefera să se concentreze asupra salvării celor vii în loc de sufletele celor morți. Ajunge să declare că Quincy ar trebui să dispară odată ce generația lui Sōken s-ar stinge, îndemnândul pe Uryū să nu urmeze urmele bunicului său. Acest lucru îl face neobișnuit între personajele din Bleach ce percep lumea spirituală, care în general îi acordă o prioriate mai mare decât celei reale.
Destul de ciudat este faptul că, Ryūken împărtășește o relație cu Isshin Kurosaki asemănătoare cu cea a fiilor lor. El comentează asupra faptului că Isshin și-a recăpătat puterile atunci când acesta îl vizitează, și cei doi poartă o conversație asupra copiilor lor și stilurile lor de ai crește. Isshin remarcă faptul că Ryūken încă fumează, deși se află într-un spital. În acelaș timp Kisuke Urahara pare să îl cunoască pe Ryūken.
Deși Ryūken își batjocorește statusul de Quincy, el se îmbracă în alb și poartă o cravată albastră ce are un model cu cruci, o aluzie evidentă la crucea Quincy. În anime se poate observa că spitalul lui Ryūken este decorat cu multe cruci. Ryūken îl ajută pe Uryū să-și recapete puterile de Quincy pierdute cu condiția că acesta să nu se mai asocieze niciodată cu shinigami, chiar și dacă aceștia îi sunt prieteni.
Spre surprinderea lui Uryū, deși tatăl său pare neinteresat de clanul Quincy, Ryūken este extrem de puternic. Nivelul său de Quincy îl depăsește pe cel al fiului său, care e considerat un geniu de către Mayuri Kurotsuchi. De fapt, el poseda toate skill-urile și tehnicile cunoscute unui Quincy, moștenind puterea tatălui său și crucea Quincy a acestuia. Când apare prima oara ca combatant în timpul arcei Arrancar, Ryūken înfrange doi arrancari incompleți cu 3 săgeți: una pentru al salva pe Uryū, și câte una pentru a distruge câte un arrancar. Tot el a construit o camera secretă de antrenament sub Spitalul Karakura, care ascunde energia spirituală.
Ca toți Quincy, Ryūken folosește un arc drept armă. Spre deosebire de alți Quincy văzuți până acum, Ryūken e capabil de a schimba forma arcului după bunul plac și de a trage sageți multiple în acelaș timp. Totodată poate lansa atacuri cu o viteza mare cu o singură mână. Arcul său este alb, și nu albastru. În anime, acesta are o înfățișare mai metalica și este mai solid, față de majoritetea arcurilor Quincy. Ryūken folosește o pentagrama pentru ași crea arcul, deși artefactul înca poartă denumirea de Cruce Quincy (滅却十字, mekkyaku jūji?).
- Sōken Ishida (石田 宗弦 Ishida Sōken?) [Decedat]

Mentor atât pentru fiul său, Ryūken, cât și pentru nepotului său, Uryū, Sōken (născut pe 22 Martie) a fost un bătrân amabil pe care Uryū la admirat. El a susținut o variantă neobișnuită de filosofie Quincy pledând cooperarea cu shinigami, cu scopul ca Quincy să opereze ca "first-response", apărând oameni până când shinigami ar fi ajuns. Sōken a fost ucis de un grup de hollows cât timp forțele shinigami au fost ținute în rezervă de către Mayuri Kurotsuchi care vroai sufletul lui Sōken pentru cercetarile sale. Moartea sa este motivul principal pentru care Uryū urăște shinigami, deși odată ce a aflat adevărul ura lui Uryū s-a îndreptat mai puțin spre shinigami și mai mult spre Mayuri.

## Stil de luptă
Spre deosebire de shinigami, care își folosesc propia putere spirituală pentru a lupta, Quincy își alimentează abilitățile absorbind energie spirituală din mediul înconjurator. Ei absorb energie spirituală din atmosferă, fiindu-le mult mai ușor să colecteze energie atunci când se afla într-un mediu cu o concetrație mare de particule spirituale, precum Soul Society și Hueco Mundo. Pentru un Quincy suficient de puternic, nu există nici o diferență între particule spirituale și energie spirituală ca sursă pentru puterea sa. Quincy pot folosi energia pe care o adună, sau pot folosi tuburi argintii umplute cu energie spirituală (gintō), pentru a efectua tehnici ofensive, de suport, și defensive, similare cu kidō-ul shinigami-lor.
Puterea unui Quincy poate fi crescută semnificativ folosind mănușa sanrei (散霊?). Un Quincy fiind nevoit să se antreneze intens timp de o săptămână pentru a putea folosi mănușa. Mănușa funționează prin respingerea particulelor spirituale, făcând ca un Quincy să-și poată summona mult mai greu arcul. Orice Quincy reușește șă-și folosească cu succes puterile în timp ce poartă mănușa poate astfel să atingă nivele mai mari de putere. Acest antrenament stă și la baza formei finale Quincy.
Un Quincy ce poartă manușa sanrei o poate scoate într-o situație disperată, intrând într-o stare cunoscută ca Forma Finală Quincy sau Letz Stile (最終形態（レットシュティール） Retto Shutīru?, German pentru "stil final," Japanez pentru "formă finală"). Renunțând la repulsia artificială a energiei spirituale pe care manușa o acordă, un Quincy va simți o crește abruptă în putere, odată cu o schimbare a înfațișării. Cât timp un Quincy este în această formă, el va absorbi energia din jurul său la o viteză atat de alarmantă încât va începe să dezintegreze obiecte spirituale din împrejurimea sa. În această stare, un Quincy este capabil să lupte cu o viteză și o putere fizică extremă, fii capabil să învingă un căpitan shinigamide nivel mediu. Totuși, forma finală este o sabie cu două tăișuri, deoarece nici un corp uman nu poate face față la puterea imensă care vine cu ea. După o perioadă scurtă de folosire, corpul unui Quincy se va auto-izola de energia spirituală în scopul auto-conservării, răpindui Quincy-ului puterile. Forma finală este considerată o ultimă soluție deoarece deși e posibil pentru Quincy să-și recapete puterile mai târziu, procesul este extrem de periculos.
Singura modalitate pentru un Quincy de ași recăpăta puterile după folosirea formei finale este de a se auto-istovi atât mental cât și fizic, și apoi de a fi lovit la exact 19 mm în dreapta inimii cu o sageată spirituală. După aceasta, o cicatrice în formă de pentagramă va apărea în locul inpactului, puterile fiindu-i returnate.

### Unelte Quincy
Quincy posedă numeroase artefacte și echipamente care îi ajută în moduri diferite. Mai jos sunt cele care au apărut în manga si anime:
- Momeală pentru Hollow — Aceasta este cel mai mic articol, de forma unei monede ce atrage hollows atunci când este zdrobit.[8] Când este folosita de Uryū, momeala, în combinație cu imensa "presiune" spirituală a lui Ichigo, a fost capabilă să atragă un gillian din clasa menos din Hueco Mundo.
- Bratara Quincy  (装身具 sōshingu?) — Introdusă în Bount arc al anime-ului, Brățara Quincy este un artefact destinat reproducerii puterilor naturale ale unui Quincy. Funcționează prin atragerea particulelor spirituale din mediu, ca și un Quincy. Poate fi folosită util doar de cei ce sunt deja adepți la formarea și controlul particulelor spirituale. Când este activat, el formează un arc metalic pe mâna utilizatorului și îi dă acestuia și o înfățisare potrivită unui Quincy. Brațara este un dispozitiv delicat și instabil, care eventual se va distruge dacă este folosit prea mult.[9] Arcul creat are imensul dezavantaj că săgețile au traiectorii eratice , uneori ocolind tința. Și mai mult, dacă arcul trage când dispozitivul este la puterea sa maximă, el ar putea exploda, omorând utilizatorul și distrugând orice din imediata apropiere. Uryū a fost capabil să treacă peste majoriatea acestor probleme folosind arcul pentru ași utiliza propiile puteri suprimate, în loc să se bazeze pe arc să atragă particule spirituale pentru el.
- Quincy cross (滅却十字 mekkyaku jūji?)[10] — Echipament standard pentru orice Quincy, Cucea Quincy are rolul de focar pentru un arc Quincy. Crucea nu este mereu de forma unei cruci, crucea lui Ryūken fiind o pentagramă.
- Sanrei glove (散霊手套 sanrei shutō?) — Mănușa sanrei este un puternic artefact Quincy care poate crește exponențial puterea unui Quincy, dar necesită un antrenament periculos și extenuant de rezistență (purtând-o timp de o sapt, timp în care se trage continuu săgeți spirituale) pentru a o stăpâni. Mănușa funționează împrăștiind particulele spirituale din imediata apropiere, făcând mai grea materializarea unui arc. Dacă un Quincy poate crea un arc și îl poate folosi pentru durata necesară de timp, ei vor suferi o creștere majoră de putere. Când este îndepartată, mănusa, eliberează întreaga putere spirituală a utilizatorului - transformându-i într-o ființă cu puteri nemăsurabile, și apoi forțând puterile acestuia sp se consume complet.
- Seele Schneider (魂を切り裂くもの（ゼーレシュナイダー） Zēre Shunaidā?, German și Japonez pentru "taietor de suflete") — Seele Schneider este o săgeată subțire de forma unei săbii. Este mult mai lungă decât o sageată standard și funcționează asemănător cu un fierăstrău mecanic: particulele spirituale ale sabiei vibrează la o frecventa ultra-rapidă, dezlegând legăturile dintre molecule ale oricarui material spiritual pe care îl taie, utilizatorul Quincy fiind liber să absoarbă particulele spirituale eliberate.[11] Uryū folosește un Seele Schneiders furat dintr-un depozit secret din Spitalul Karakura.
- Tuburi de argint (銀筒 gintō?) — Tuburile de argint sunt capsule mici, umplute cu lichid care stocheaza energie spirituala, si care sunt utilizate de către Quincy pentru a realiza vrăji în acelaș mod în care shinigami folosesc kidō. Ca și kidō, acestea sunt activate prin strigarea unor comenzi,[12] dar nu necesitș energia utilizatorului pentru a le folosi.
- Soul-synthesized silver (霊化銀 reika gin?) — Soul-synthesized silver a fost folosit de către Ryūken Ishida pentru a construi camera secretă în care se antreneaza Uryū.[13]
- Soul-synthesized glass (霊化硝子 reika gurasu?) — Ca și soul-synthesized silver, soul-synthesized glass a fost folosită pentru construcția camerei de antrenament de sub Spitalul Karakura.[13]

### Tehnici cu tuburi de argint
O listă de tehnici care utilizează tuburi de argint (gintō):
- Heizen (聖噬（ハイゼン） haizen?, German pentru "hot", Japonez for "holy bite") — Această tehnică folosește patru tuburi pentru a crea o rază de energie, transparentă și dreptunghiulară, care poate "trece" prin inamic.
- Gritz (五架縛（グリッツ） gurittsu?, Japanez pentru "five-rack binds") — Această tehnică creează simbolul unei pentagrame de mărimea unui om care se înfășoară în jurul țintei.
- Wolke (緑杯（ヴォルコール） vorukōru?, German pentru "nor," Japonez pentru "green goblet") — Această tehnică folosește tuburi de argint pentru a crea o explozie. Deși nu este recomandat a fi folosit astfel, Uryū o folosește pentru a amortiza impactul unei caderi.
- Sprenger (破芒陣（シュプレンガー） shupurengā?, German pentru "detonator," Japonez pentru "ripping grass formation") — Această tehnică folosește cinci Seele Schneiders pentru a crea un sigiliu de forma unei pentagrame, care odată activat produce o explozie masivă între granițele sale. Seele Schneiders funcționează ca acumulatori, adunând cantinatea necesară de particule spirituale pentru a crea explozia. Lichidul din interiorul gintō are rolul de detonator. Pregătirile pentru tehnică combinate cu timpul de încarcăre pentru Seele Schneiders face ca folosirea tehnicii în lupta sa fie nepractică dacă utilizatorul nu reușește să tragă de timp.[14]

### Tehnici Quincy
Pe lângă arc, Quincy folosesc și un număr de tehnici speciale pentru a obține un avantaj în luptă:
- Hirenkyaku (飛廉脚? lit. "flying screen step/god step", "flying bamboo-blind leg" în traducerile Viz) — Împreună cu pași flash ai shinigami-lor și cu sonido al arrancar-rilor, hirenkyaku îi permite utilizatorului să se miște foarte rapid pe distanțe scurte; potrivit lui Uryū Ishida este mai rapid decât pașii flash, deși viteza superioara a lui Mayuri Kurotsuchi sugerează că aceasta este o generalizare. Pentru a executa această tehnică, utilizatorul colectează particule spirituale sub tălpile picioarelor și "călătorește" pe aceastea până la destinația dorită. Ca și abilitatea de a "merge pe aer" etalată de majoriatea arrancar-rilor și shinigami-lor, poate fi folosită pentru a levita sau zbura pe distanțe mari. Mayuri îl complimentează pe Uryū deoarece este capabil să utilizeze această tehnică la o vârstă atat de fragedă, sugerând că e dificil de învățat.
- Ransōtengai (乱装天傀? lit. "heavenly wild puppet suit", "disheveled paradise puppet" în traducerile Viz) — Ransōtengai este o tehnică de nivel înalt care îi permite utilizatorului să-și controleze parți ale corpului folosind sfori controlate de propiul creier. Folosind această tehnică, utilizatorul își poate controla corpul asemenea unui păpușar, permițând-ui sp se miște liber în ciuda paraliziei , membrelor rupte, sau oricărei alte forțe care l-ar imobiliza. Original creată pentru a permite Quincy-lor bătrâni să lupte cu succes, este destul de rară ca Mayuri să nu fi întâlnit un Quincy (din 2661 pe care i-a examinat sau studiat) care să o folosească înafara lui Uryū.